# Toyota Celica
Toyota Celica — спортивний автомобіль, що випускався японської автомобільною фірмою Toyota Motor Company.
Протягом своєї історії Celica комплектувалася різноманітними 4-циліндровими двигунами. Найбільш значимі зміни відбулися в серпні 1985 року, коли задній привід поступився місцем передньому. Повнопривідна турбована модель GT-Four (All-trac в США) виготовлялася з 1986 по 1999. Система зсуву фаз газорозподілу з'явилася в кінці 1997 року на японських моделях і стала стандартною для всіх ринків у 2000 році. Протягом семи поколінь Celica зазнала безліч конструкторських і дизайнерських змін, включаючи Toyota Celica Supra (пізніше відокремилася в самостійну модель - Toyota Supra). Були доступні кузови хетчбек, ліфтбек, а також кабріолет. Остання Celica зійшла з конвеєра 20 квітня 2006 року. На цьому закінчилася майже 36-річна історія моделі. У 2026 році планується відродити цю модель.

## Перше покоління A20/A35 (1970–1977)

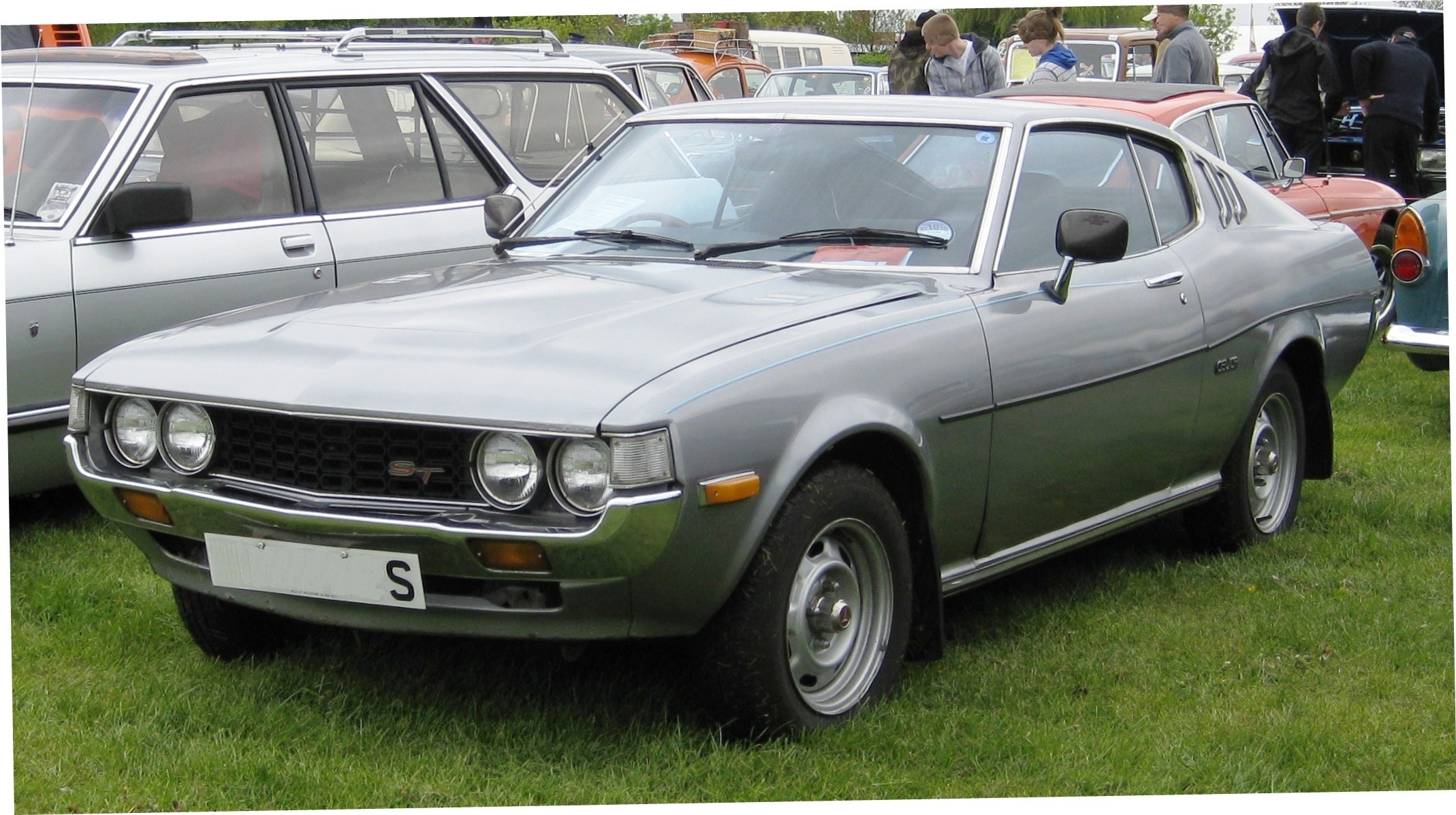
Toyota Celica 1

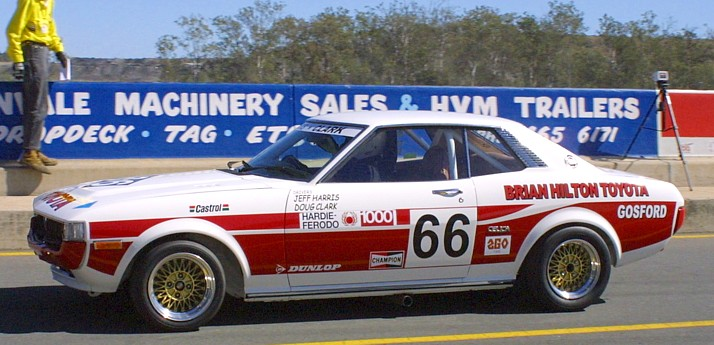
Toyota Celica 1 на змаганнях

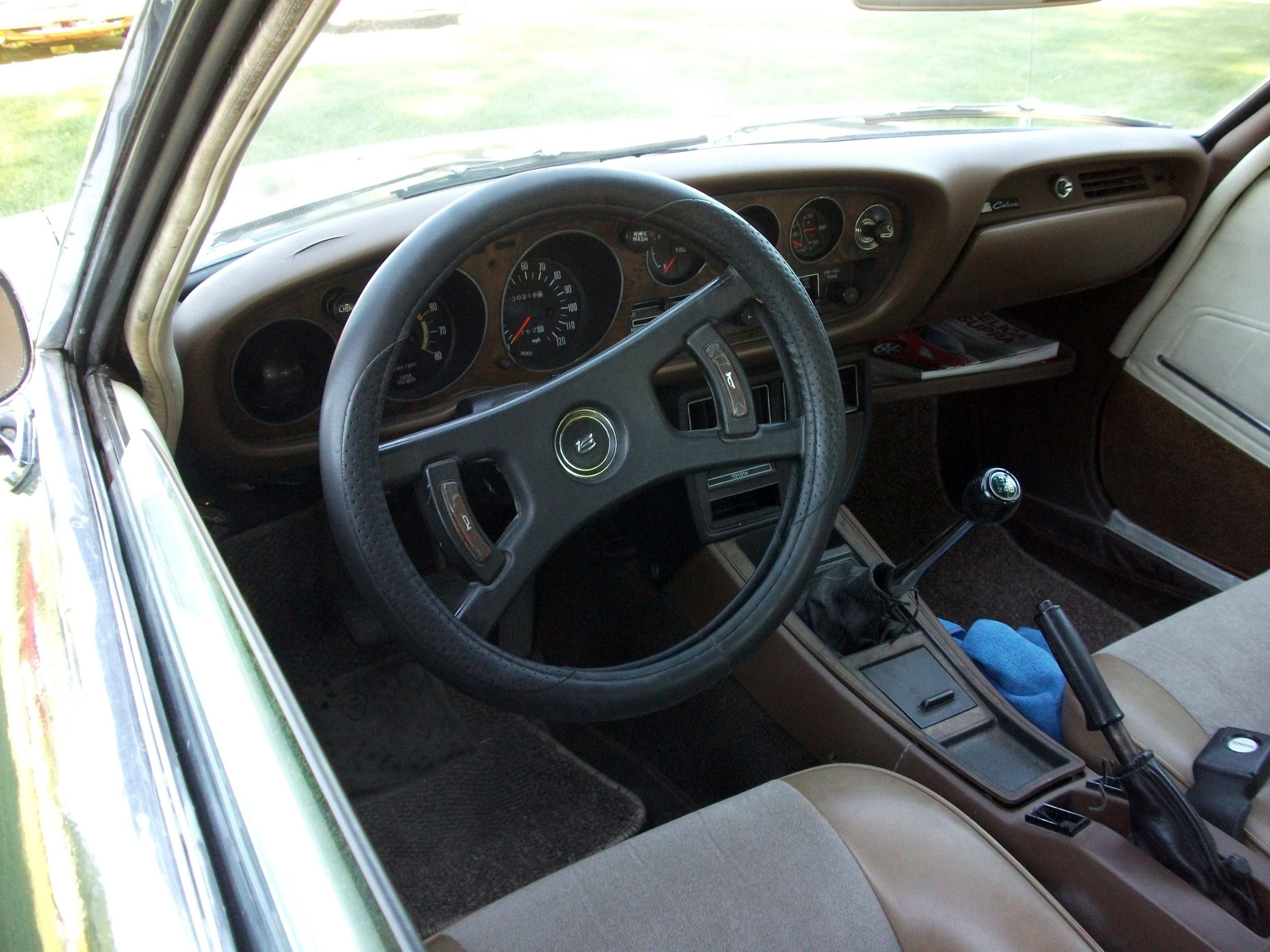

Перше покоління було випущено на японському ринку в кінці 1970 року і позиціонувалася як більш доступний варіант спортивного автомобіля Toyota 2000GT.
Представлена в жовтні 1970 року на виставці Tokyo Motor Show з початком продажів в грудні того ж року, Celica стала автомобілем, який підкреслював дизайн і задоволення від водіння. На японському ринку присутні моделі ET, LT, ST, GT, і GTV. Завдяки фарам, втопленим в решітку радіатора, і заднім ліхтарям автомобіль нагадував Ford Mustang, але в набагато меншому масштабі.
На зовнішні ринки Celica поставлялася в трьох модифікаціях: LT, ST і GT. Дешева LT-версія була обладнана карбюраторним 4-циліндровим двигуном об'ємом 1600 см³, в той час як ST обладнувалася подвійним карбюратором з низхідним потоком, двигун 2T-B. Вища GT модель поставлялася з DOHC двигуном 2T-G об'ємом 1600 см³, обладнаним подвійним карбюратором Mikuni-Solex.
На початку своєї історії Celica була доступна тільки в одному кузові - хардтоп. Ліфтбек SV-1 був представлений як концепт-модель в 1971 році на виставці Tokyo Motor Show. З невеликими змінами серійний ліфтбек був представлений в Японії в квітня 1973 року з двома варіантами двигунів - RA25 2000 см³ і TA27 1600 см³. В Європу експортувалася версія ліфтбек з лівим кермом. Після рестайлінгу в жовтні 1975 року обидві версії з правим і лівим кермом стали доступні на інших ринках.

### Двигуни
- 1.4 л T I4
- 1.6 л 2T, 2T-B & 2T-G I4
- 1.9 л 8R I4
- 2.0 л 18R & 18R-G I4
- 2.2 л 20R I4

## Друге покоління A40/A50 (1977-1981)

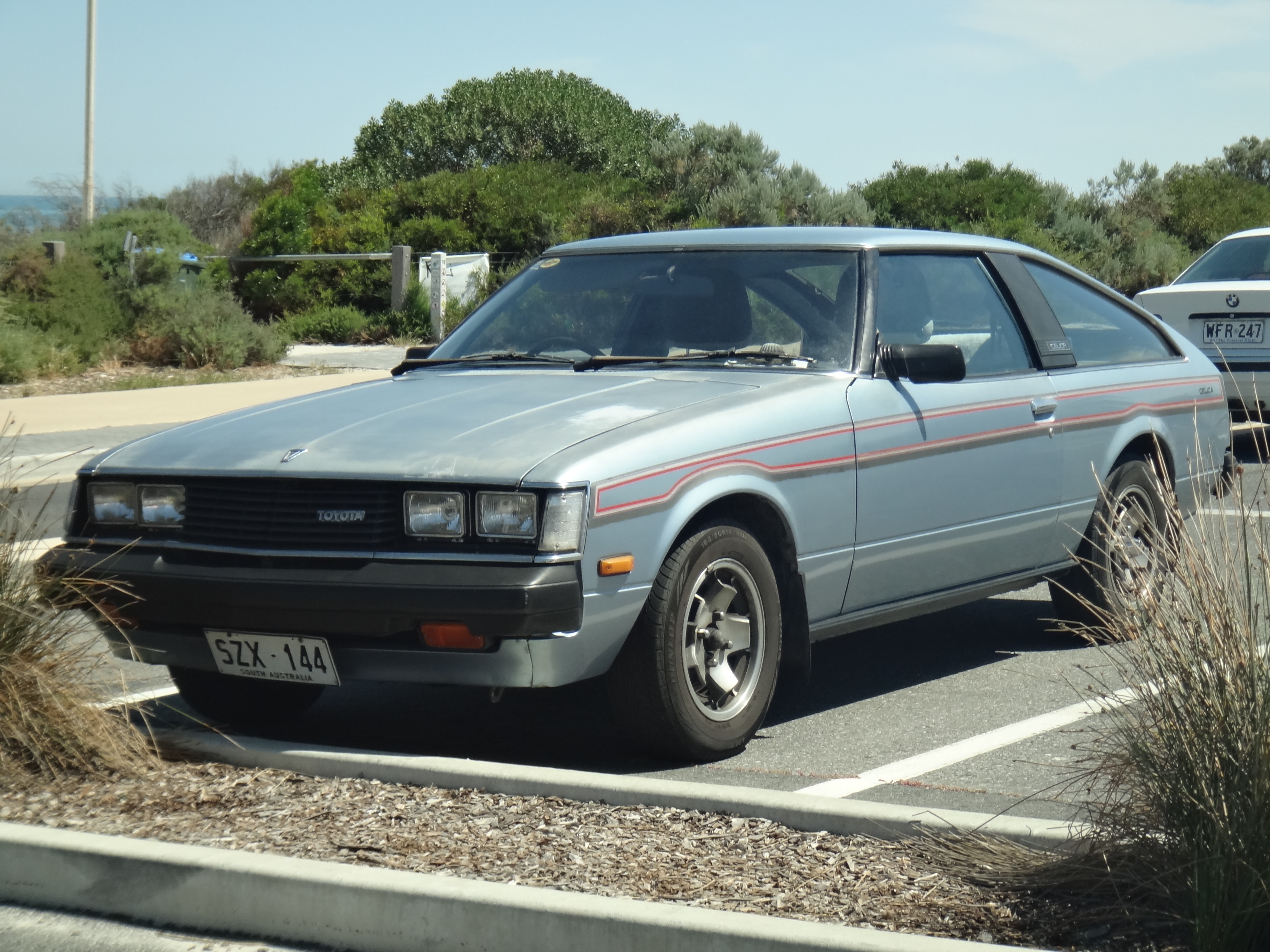
Toyota Celica 2

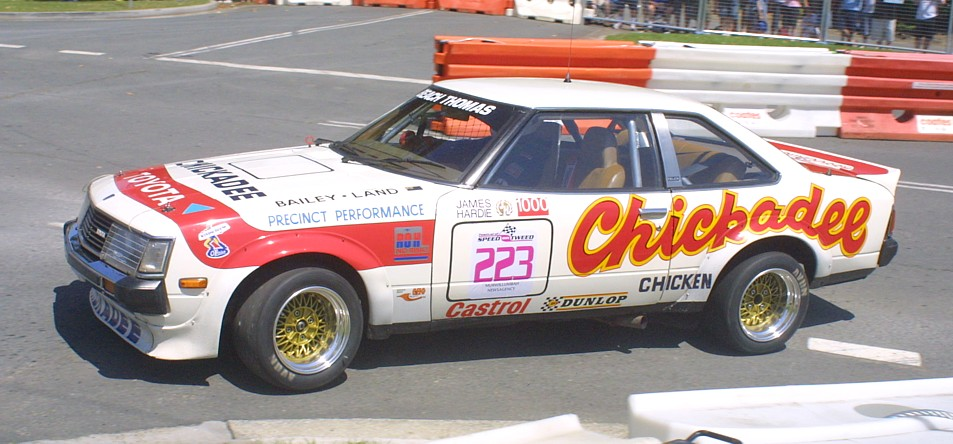
Toyota Celica 2 на змаганнях

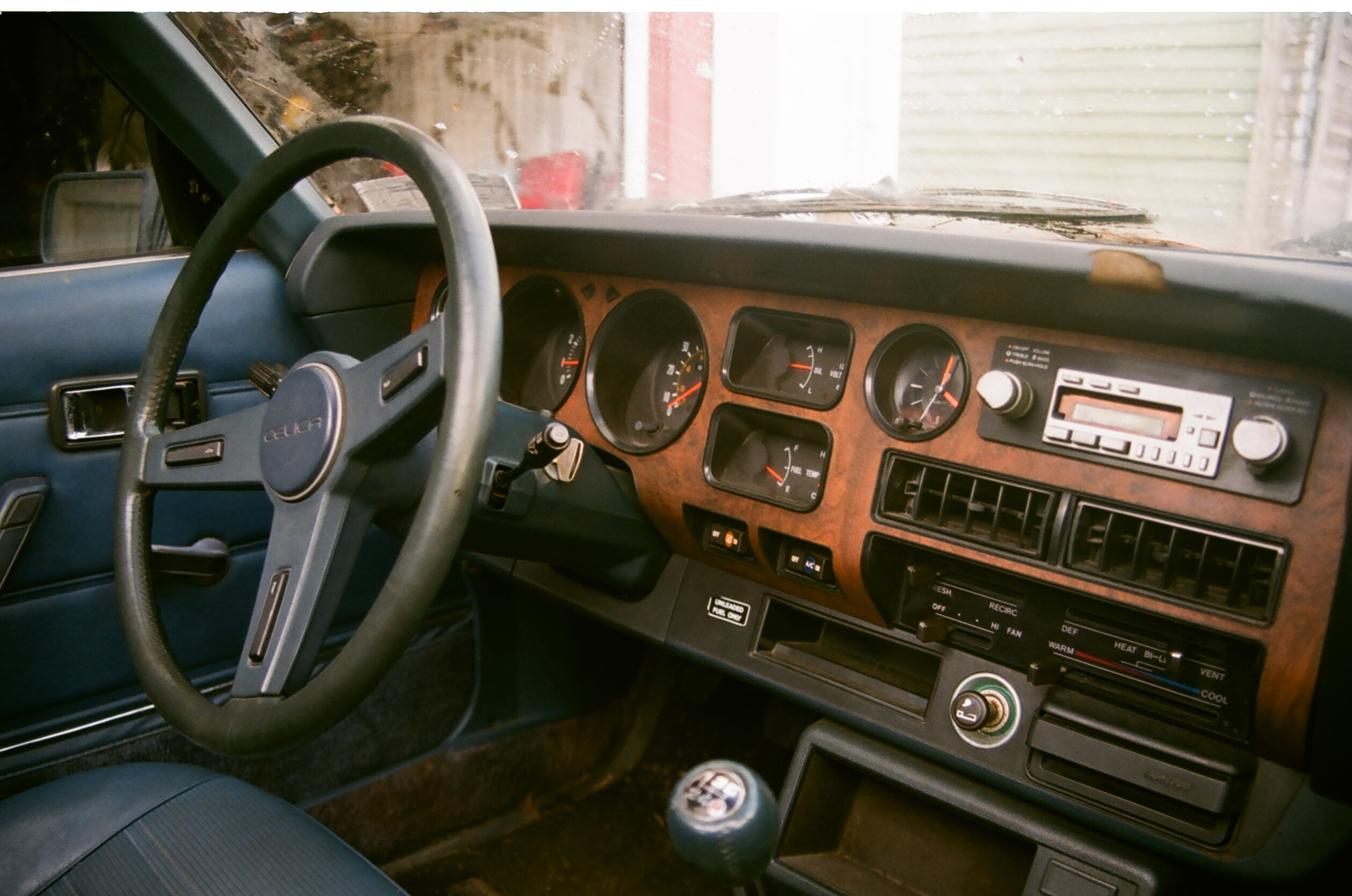

Друге покоління побачило світ в 1978 році (виробництво розпочато в кінці 1977 року) і було доступно в двох видах кузовів - купе і ліфтбек. Кузов купе більше не був справжнім хардтоп - і купе і ліфтбек мали безрамкове скло дверей і товсту стійку задньої частини дверного отвору. Дизайнером цих серій був Девід Столлері. З 1979 по 1981 рік компанія Griffith (США) замовила версію з відкритим верхом - в кузові тарга. Вона отримала назву SunChaser і мала знімний дах і складну задню частину даху, на зразок Porsche 911 моделі 1967 року. Було вироблено і продані через дилерів Тойота понад 2000 штук автомобілів з цим кузовом.

### Двигуни
- 1588 см3 2T & 2T-G I4 (TA40/45)
- 1588 см3 12T I4 (TA41)
- 1770 см3 3T I4 (TA42)
- 1770 см3 13T I4 (TA46/47)
- 1968 см3 18R & 18R-G I4 (RA40/45/55)
- 1972 см3 21R I4 (RA46)
- 2189 см3 20R I4 (RA42)
- 2366 см3 22R I4 (RA43)

## Третє покоління A60 (1981–1985)

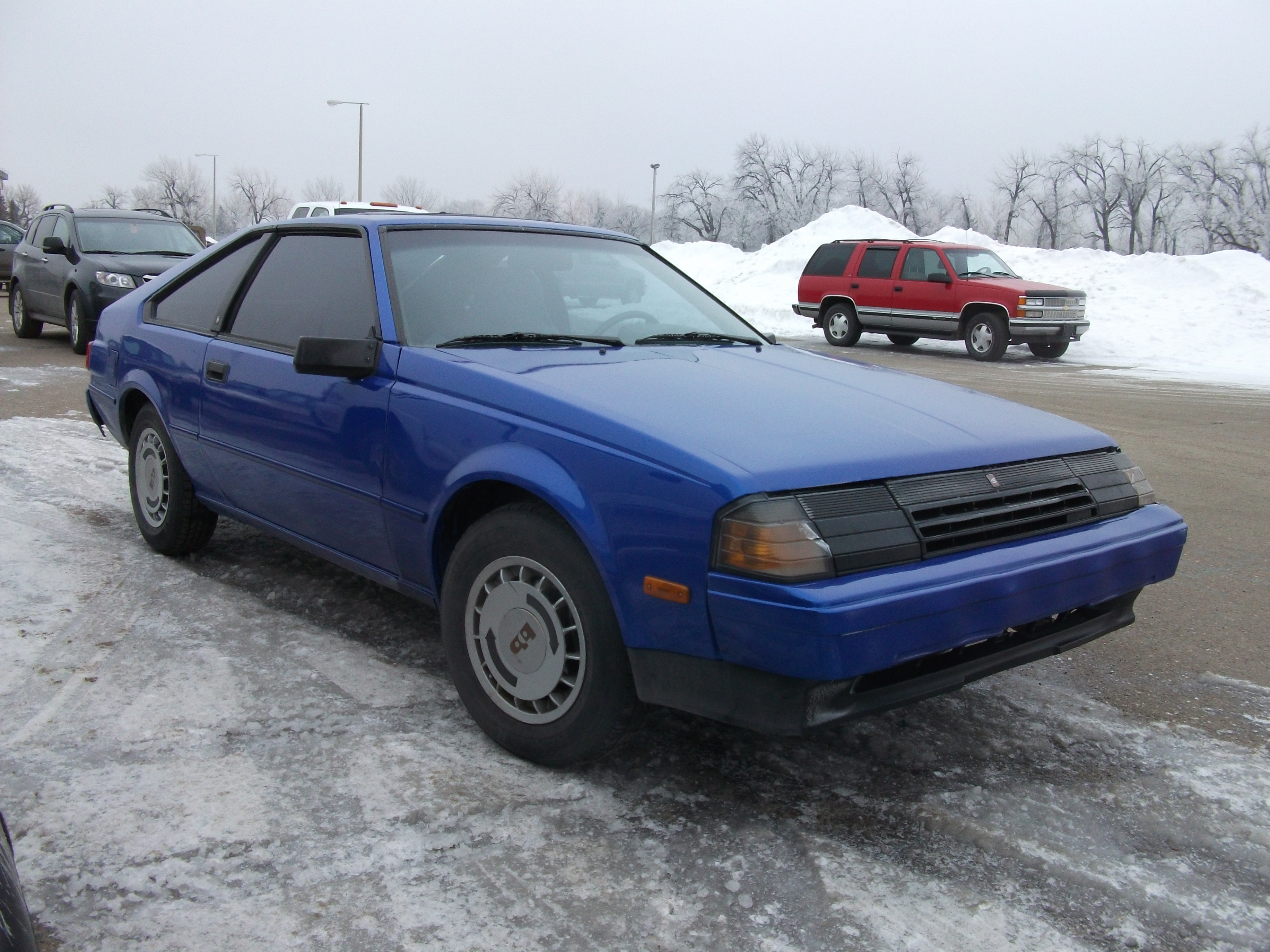
Toyota Celica 3

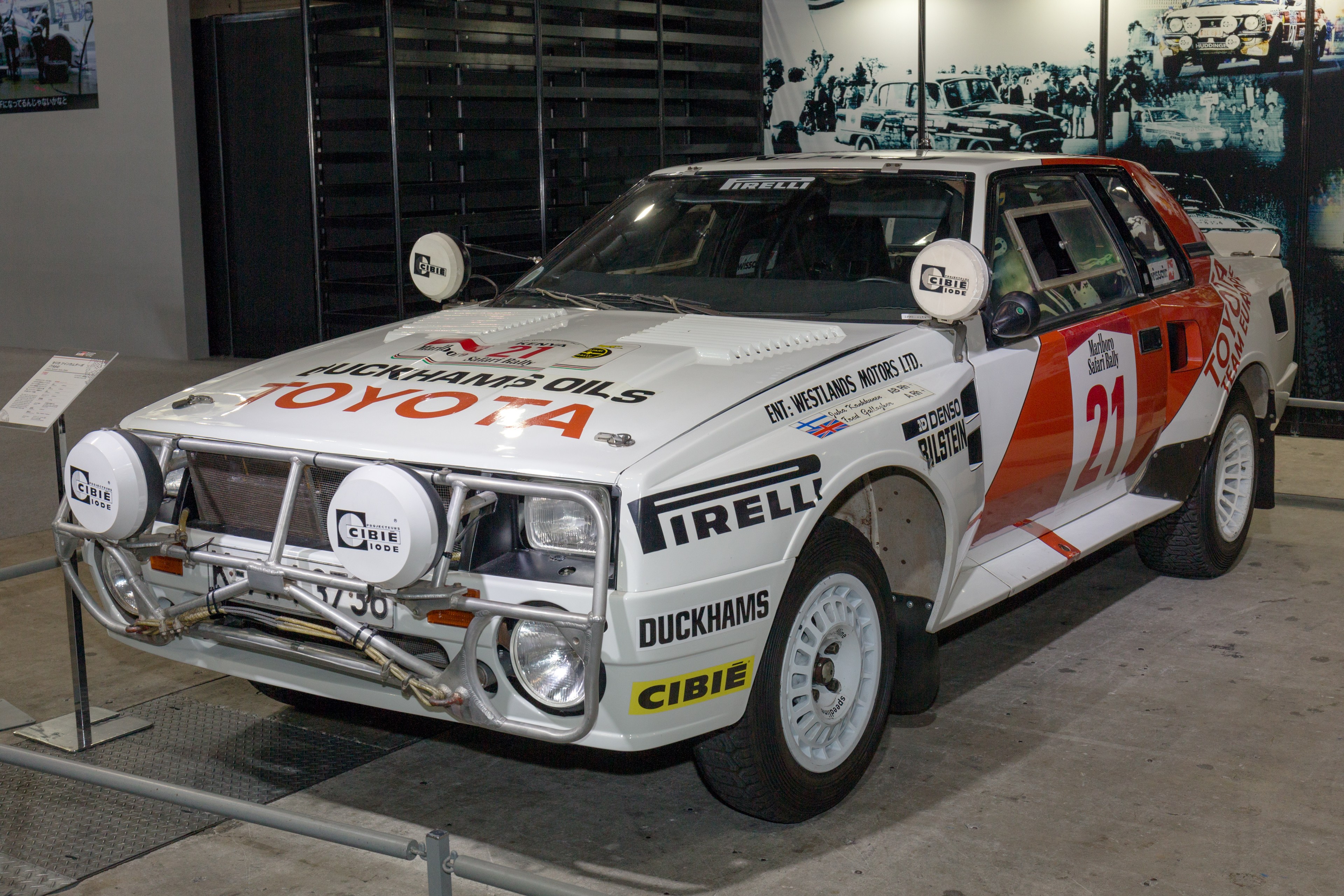
Toyota Celica Twin-Cam turbo TA64

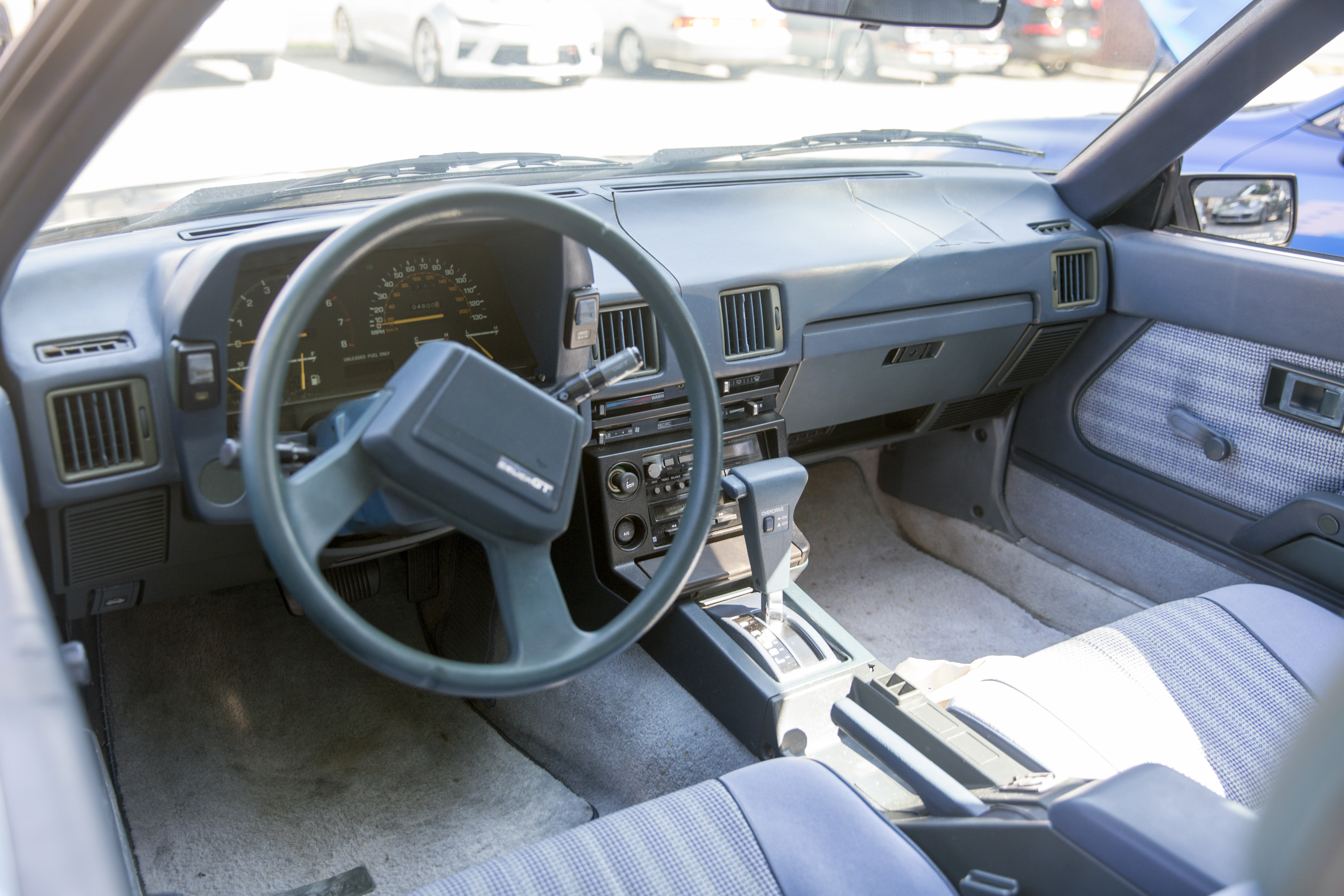

Третє покоління Celica було представлено в серпні 1981 року. Були доступні кузова купе, ліфтбек і кабріолет. Найбільшою популярністю серед покупців користувався ліфтбек.

### Двигуни
- 1588 см3 2T-B/2T-G I4 (TA60/61)
- 1587 см3 4A-G I4 (AA63)
- 1770 см3 3T-E I4 (TA62)
- 1770 см3 3T-GTE I4 (TA63)
- 1791 см3 4T-GTEU I4 (TA64)
- 1832 см3 1S-U I4 (SA60)
- 1968 см3 18R-G I4 (RA63)
- 1972 см3 21R I4 (RA60/61)
- 1995 см3 2S-C I4 (SA63)
- 2366 см3 22R/22R-E I4 (RA64/65)

## Четверте покоління T160 (1985–1989)

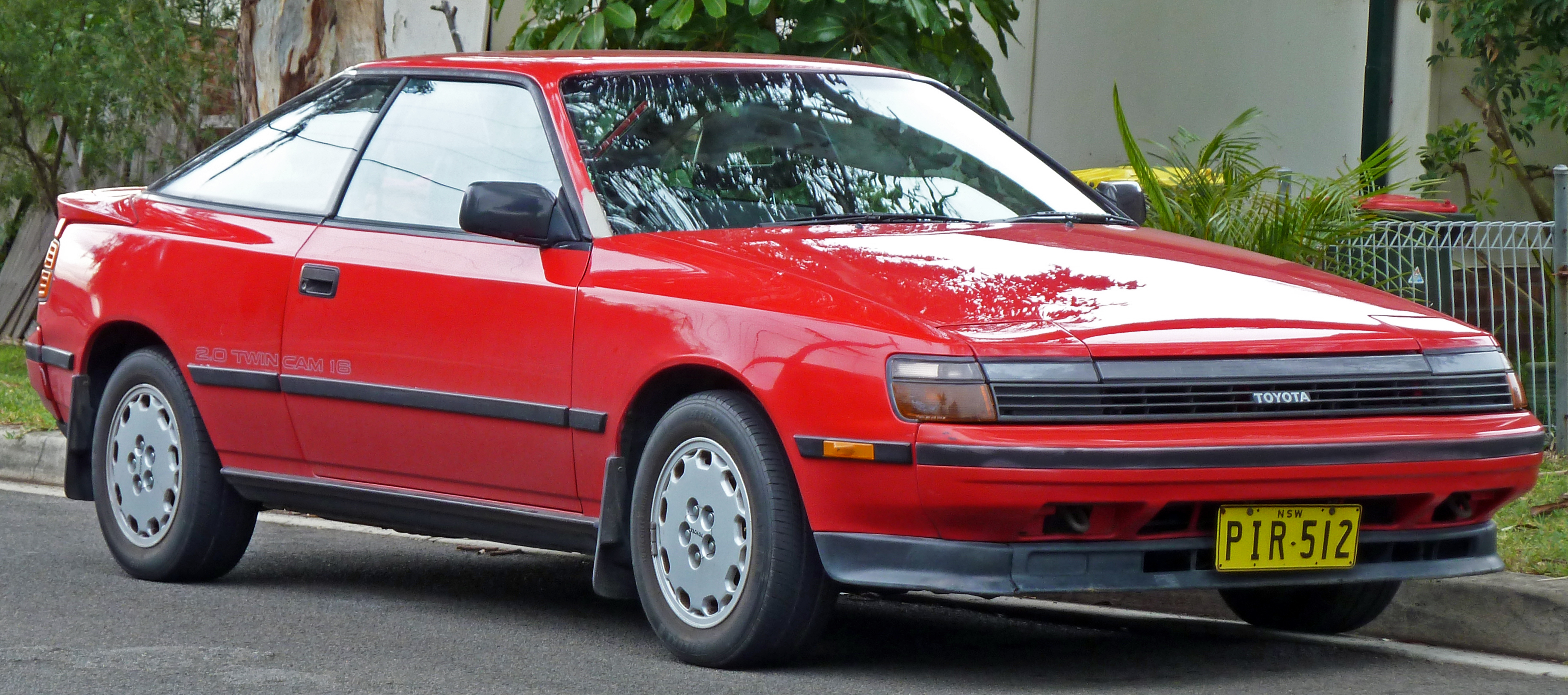
Toyota Celica 4

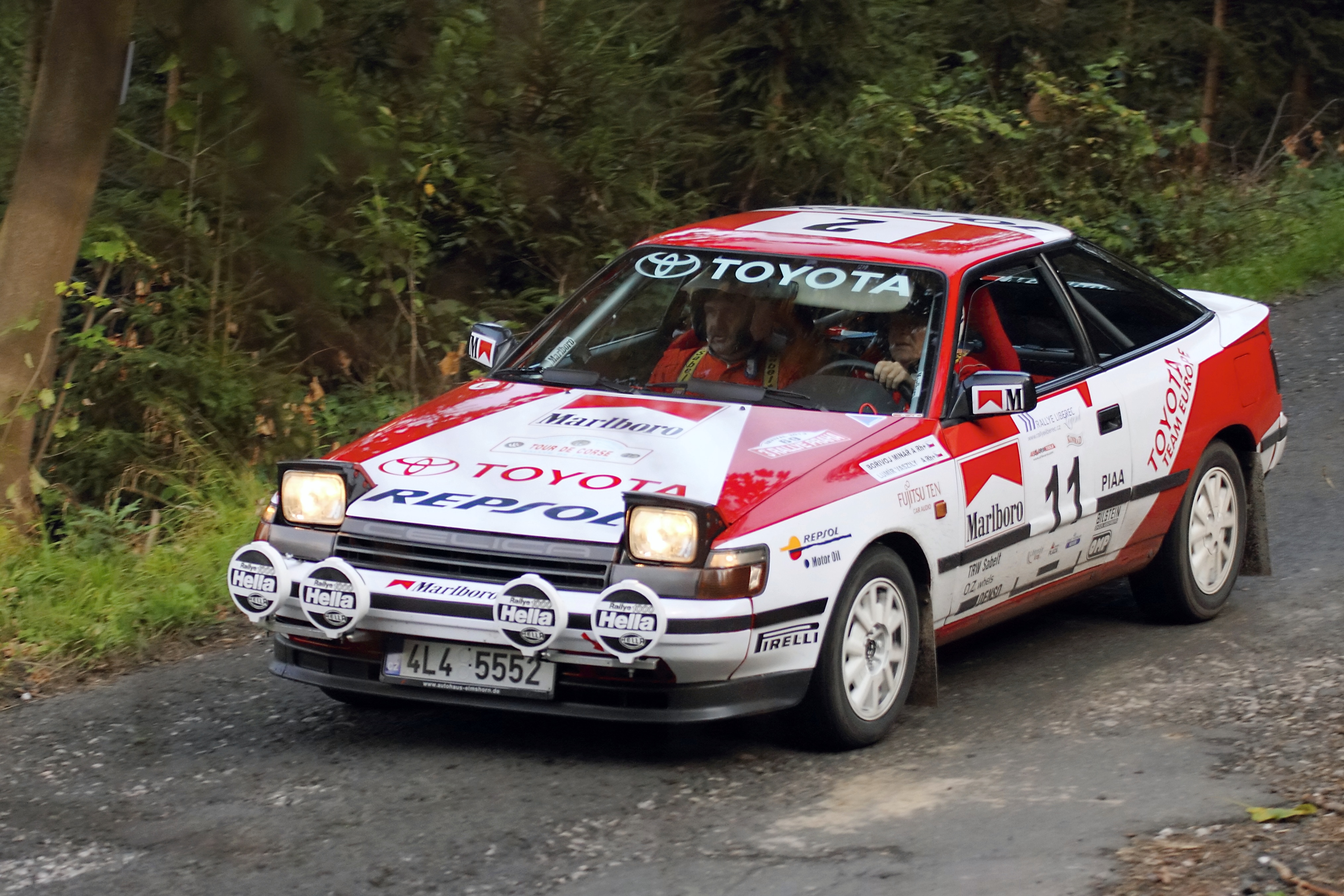
Toyota Celica GT-Four ST165 (WRC)

В серпня 1985 року представлене четверте покоління Celica. Вона стала абсолютно оновленим передньопривідним автомобілем з заокругленим кузовом обтічної форми і новими 2-літровими 4 циліндровими двигунами.

### Двигуни
- 1.6 л I4 4A-GE
- 1.8 л I4 1S-iLU
- 1.8 л I4 4S-Fi
- 2.0 л I4 2S-ELC
- 2.0 л I4 2S-FE
- 2.0 л I4 3S-FE
- 2.0 л I4 3S-GE
- 2.0 л I4 3S-GTE turbo

## П'яте покоління T180 (1989–1993)

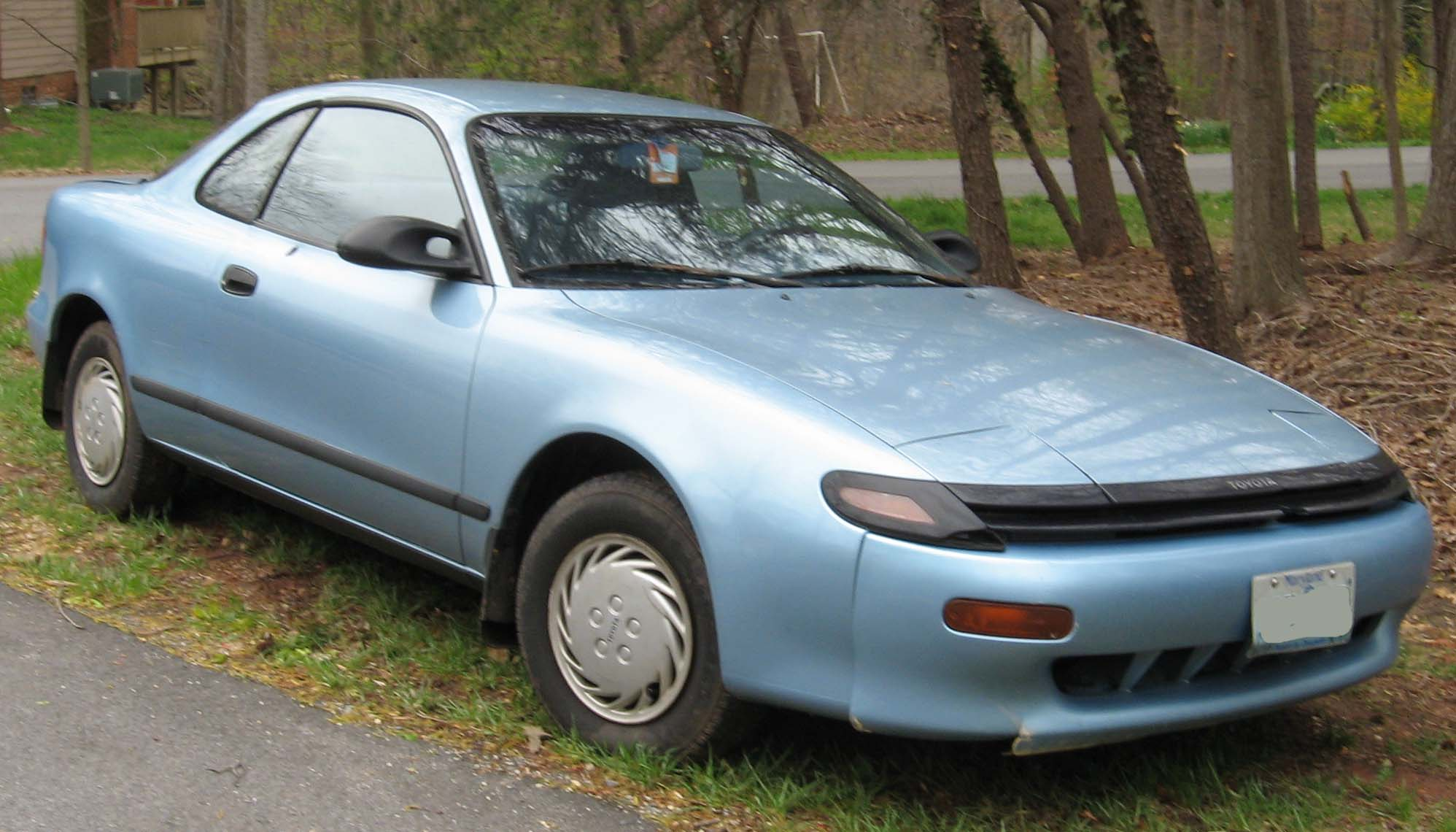
Toyota Celica 5 coupe

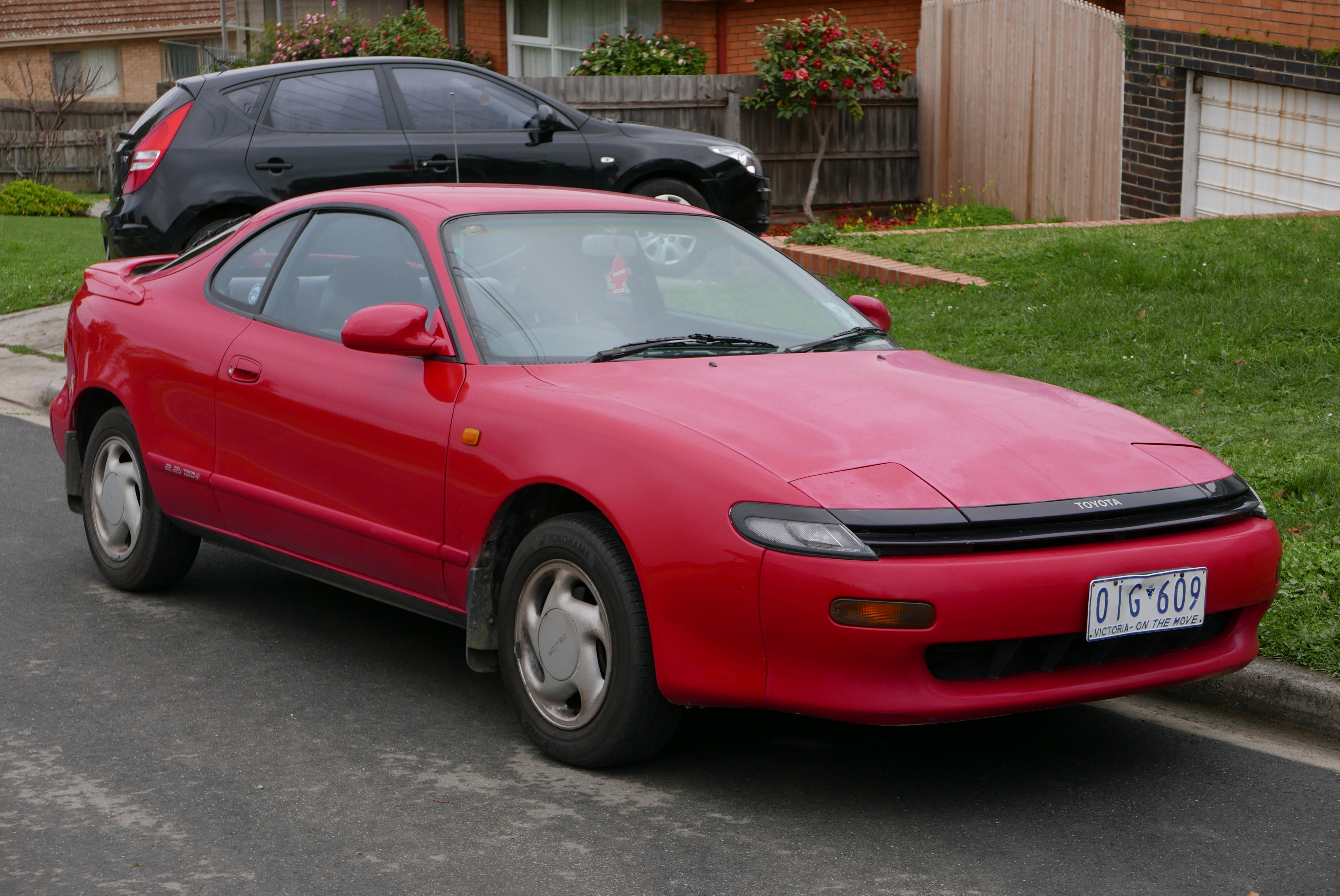
Toyota Celica (ST184R) SX liftback

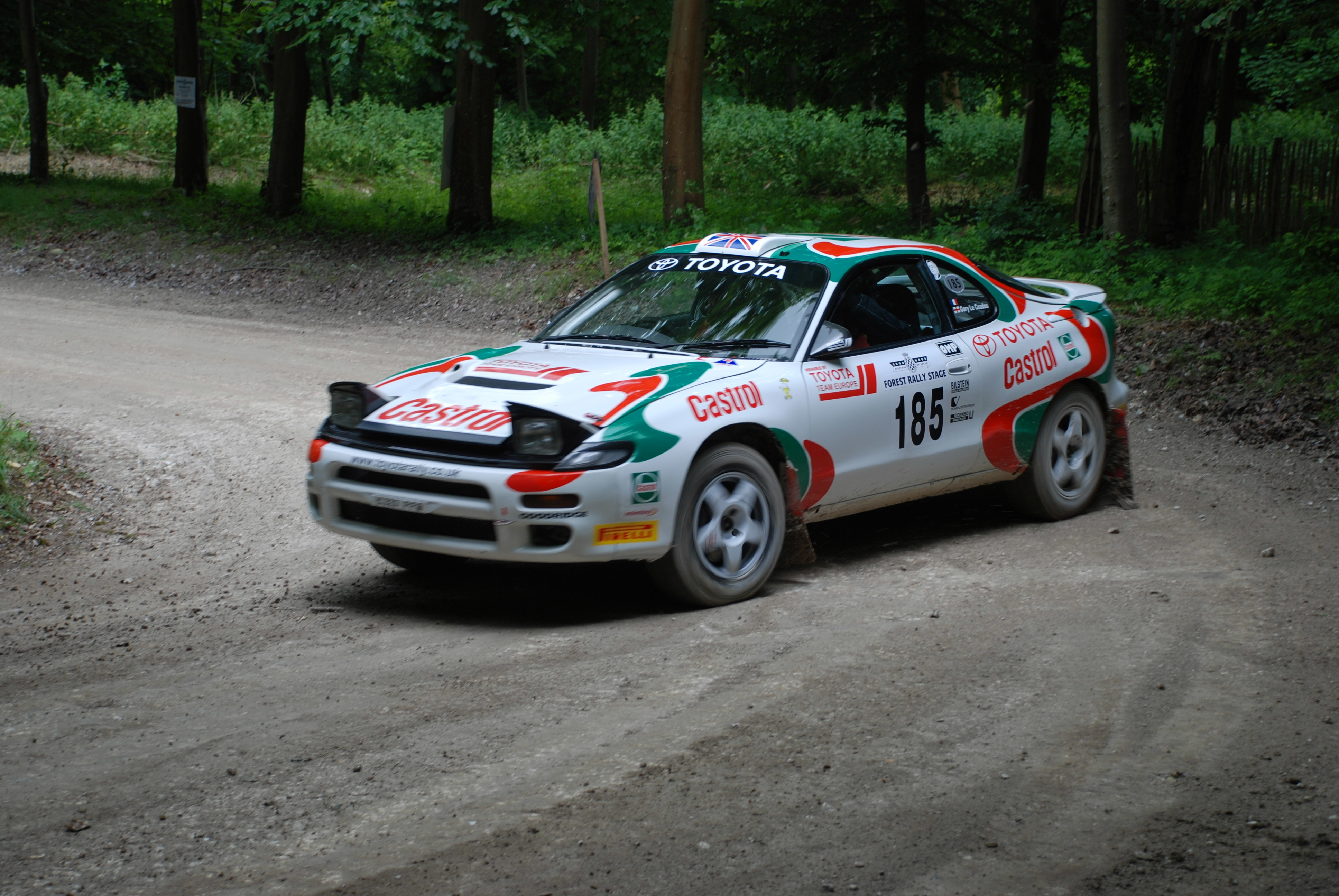
Toyota Celica GT-Four ST185 (WRC)

П'яте покоління Celica було представлено у вересні 1989 року. Модель отримала новий дизайн, оновлені колеса і більш потужну версію GT-Four (All-trac в США). Дизайнери Тойоти стверджували, що округлі форми і відсутність прямих ліній збільшило міцність, не додаючи зайвої ваги. Згодом такий стиль був скопійований іншими автовиробниками. Комплектації для внутрішнього японського ринку тепер називалися S-R, Z-R, GT-R, Active Sports (з активною підвіскою) і GT-Four. S-R і Z-R оснащувалися двигуном 3S-FE, в той час як GT-R і Active Sports поставлялися з 3S-GE. 3S-GTE в моделі GT-Four оснащувався повітряним інтеркулером і подвійним впуском турбіни CT26 для зниження кількості вихлопних газів. В японській версії GT-Four було 221 к.с. і 304 Нм моменту в результаті установки поліпшеної системи запалювання і керамічної турбіни. Система постійного повного приводу в GT-Four мала блокування міжосьового і заднього диференціалів.
У Європі були доступні комплектації 1.6 ST-i, 2.0 GT-i 16, і GT-Four. Кабріолет 2.0 GT-i 16 поставлявся тільки для деяких європейських країн. У 1992 2.0 GT-i 16 з широкими крилами продавався в Нідерландах і Бельгії (3S-GE).

### Двигуни
- 1.6 л 4A-FE I4
- 2.0 л 3S-FE I4
- 2.0 л 3S-GE I4
- 2.0 л turbo 3S-GTE I4
- 2.2 л 5S-FE I4

## Шосте покоління T200 (1993–1999)

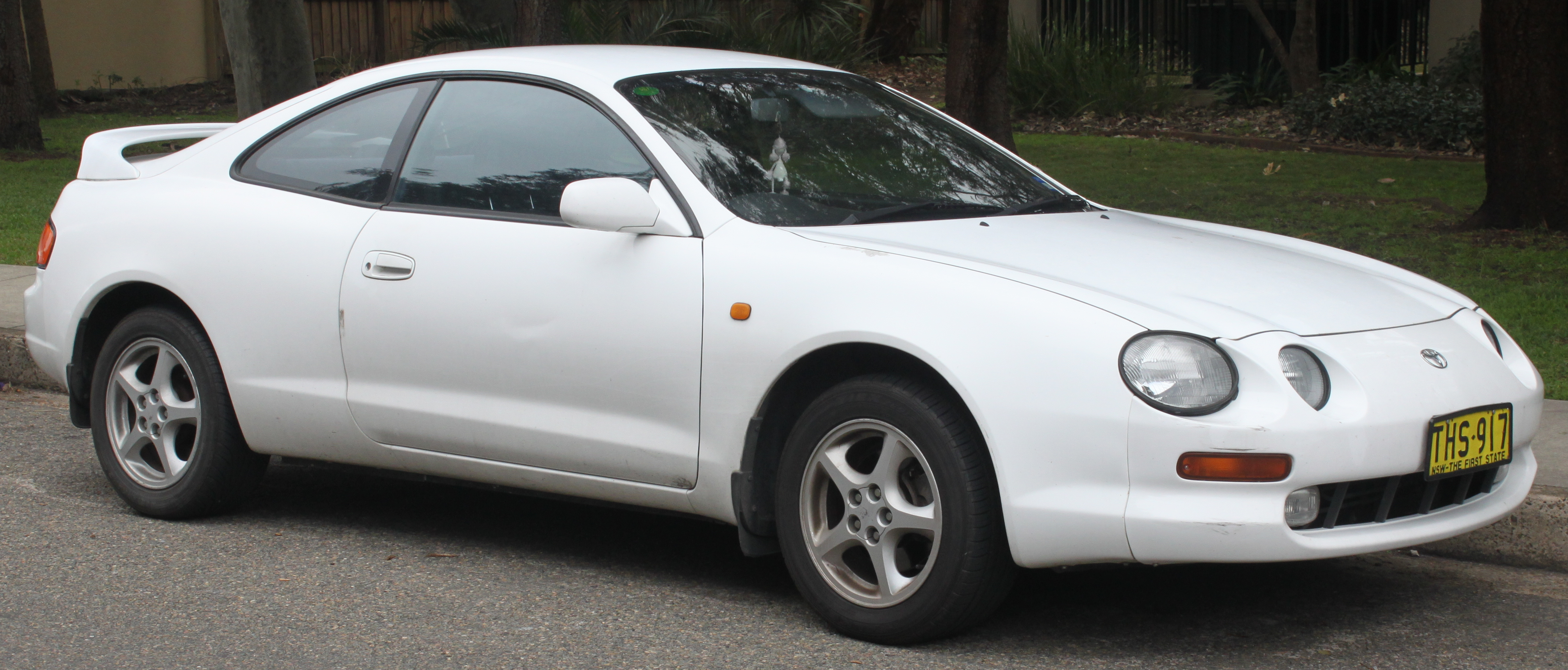
Toyota Celica 6

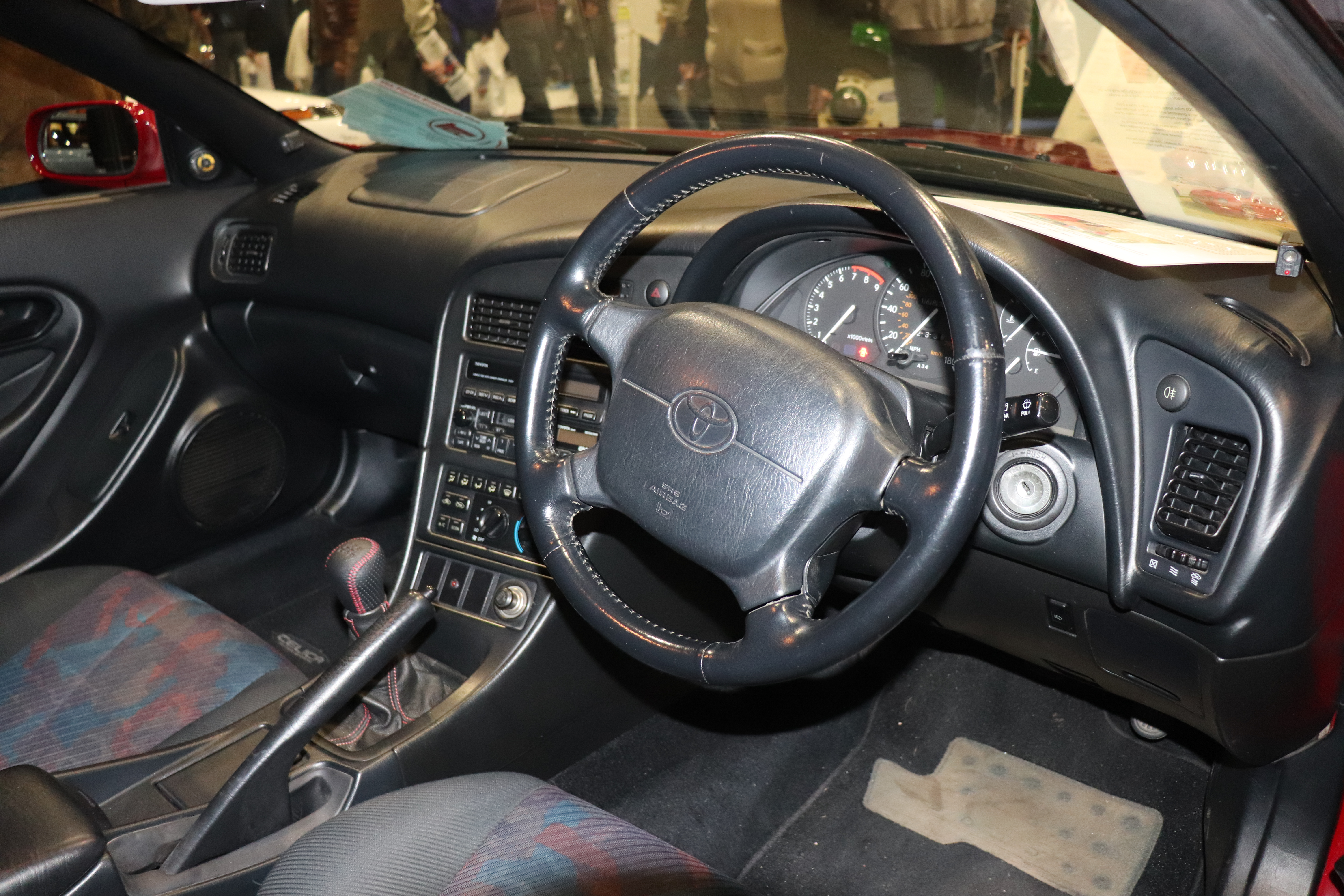

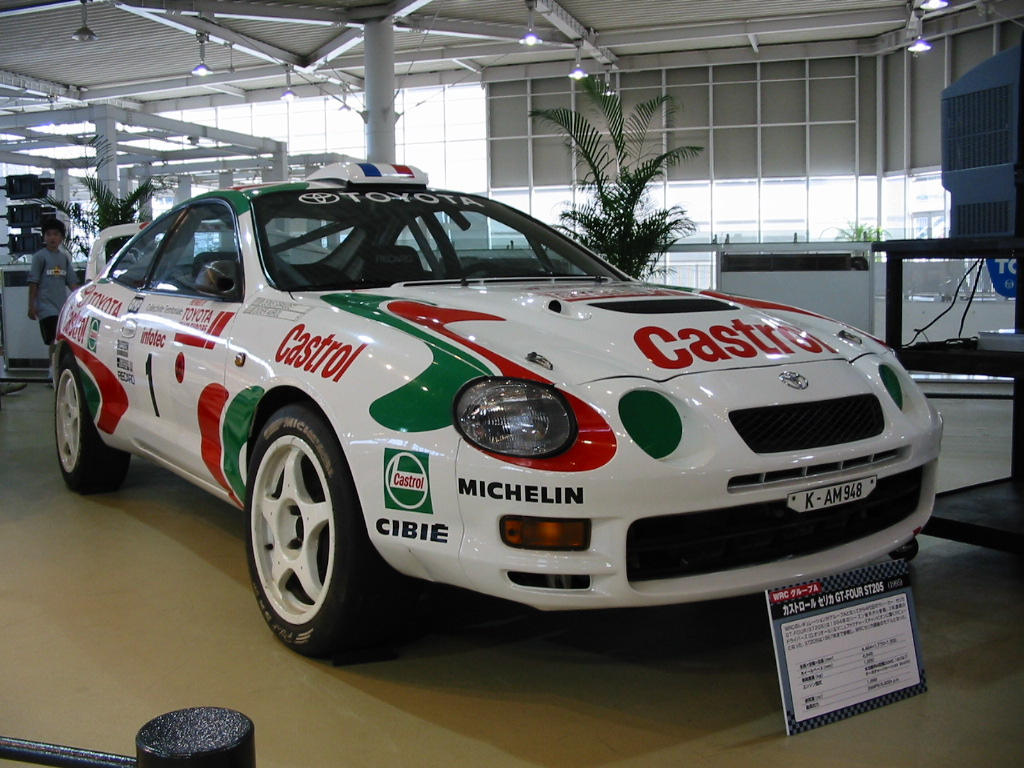
Toyota Celica GT-Four ST205 (WRC)

У 1993 Toyota повністю оновила лінійку Celica. У США були доступні тільки комплектації ST і GT (плюс додатковий «спорт-пакет» для GT). ST оснащувалася новим 1,8 л 7A-FE, який також ставився на модель Corolla, а на GT ставився 2,2 л 5S-FE, такий же як на Camry. Турбований GT-Four (All-Trac) був більше не доступний в США.
У 1995 році вийшло третє покоління кабріолета. Побудований на базі GT купе, кабріолет виготовлявся компанією ASC в місті Ранчо Домінгес, Каліфорнія. На виробництво в США автомобіль надходив в розібраному стані, де встановлювався складаний м'який верх для захисту від дощу і вітру.
У 1996 в результаті рестайлінгу Celica отримала нову решітку радіатора з двома отворами (замість одного), нові аеродинамічні пороги і новий задній спойлер. Також були доступні додаткові фари близько решітки радіатора (стандартно для GT версій). В версії ST на місці додаткових фар встановлювалися чорні заглушки

### Двигуни
- 1.8 л 7A-FE I4
- 2.0 л 3S-FE I4
- 2.0 л 3S-GE I4
- 2.0 л 3S-GTE I4 turbo
- 2.2 л 5S-FE I4

## Сьоме покоління T230 (1999–2006)

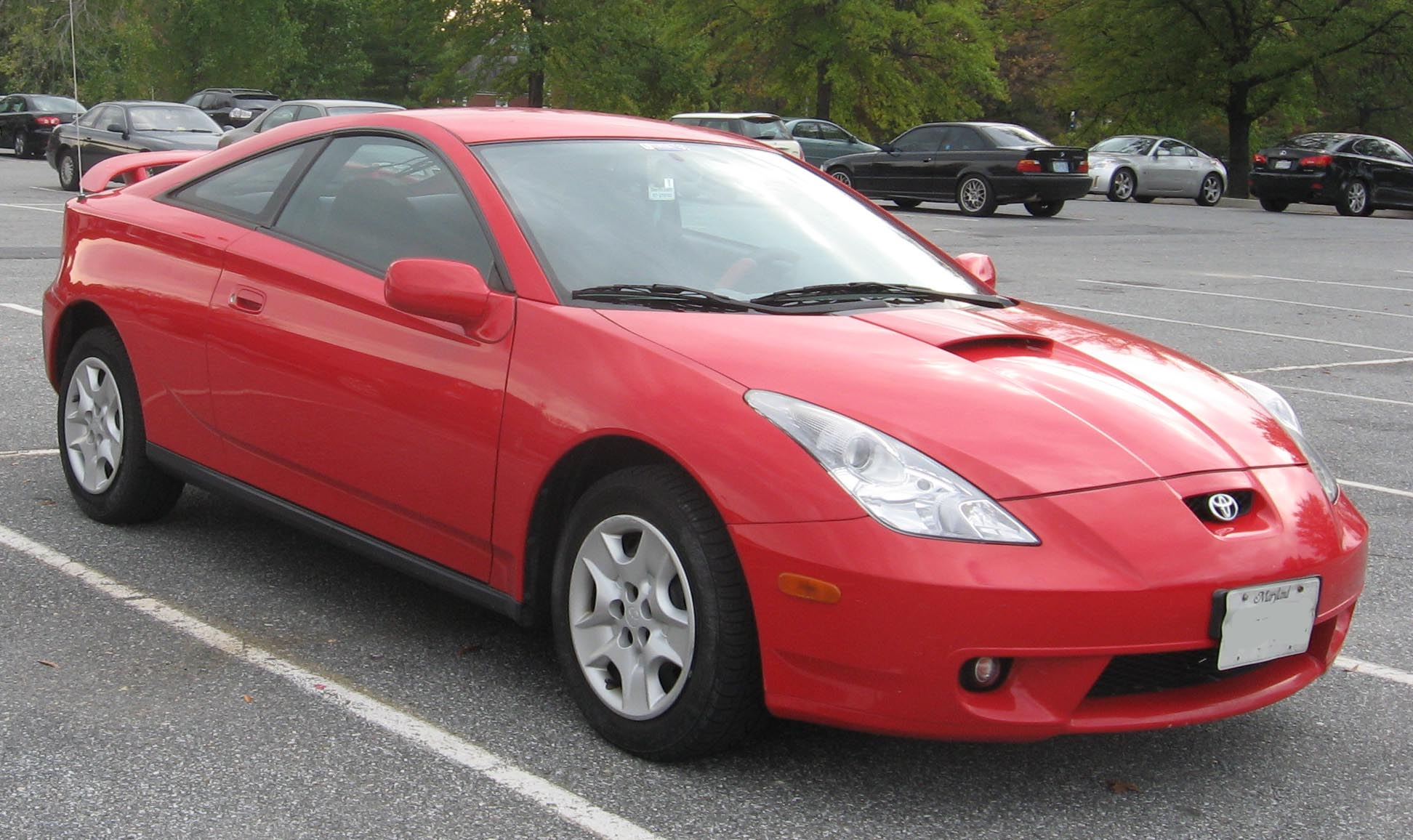
Toyota Celica GT

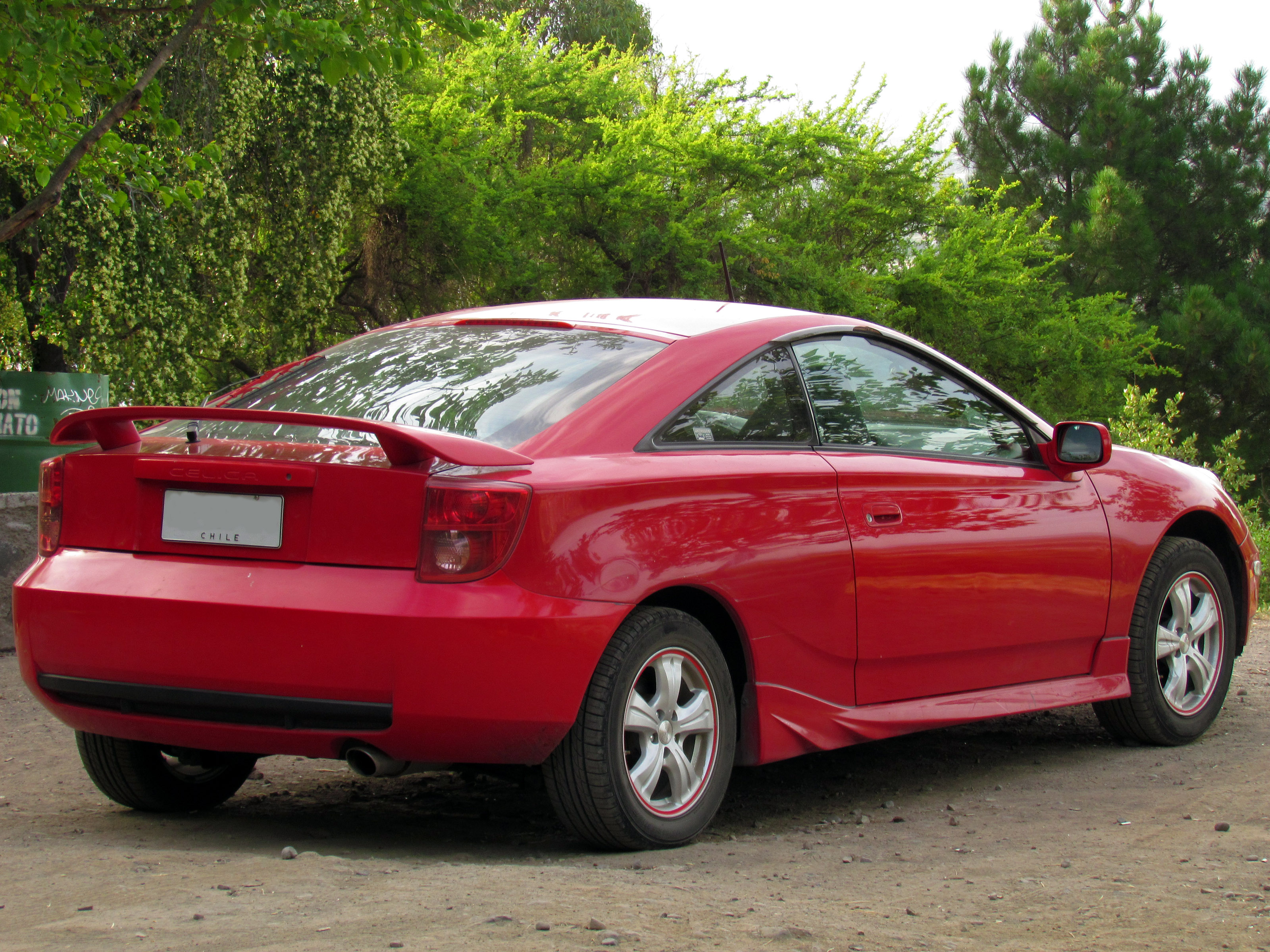

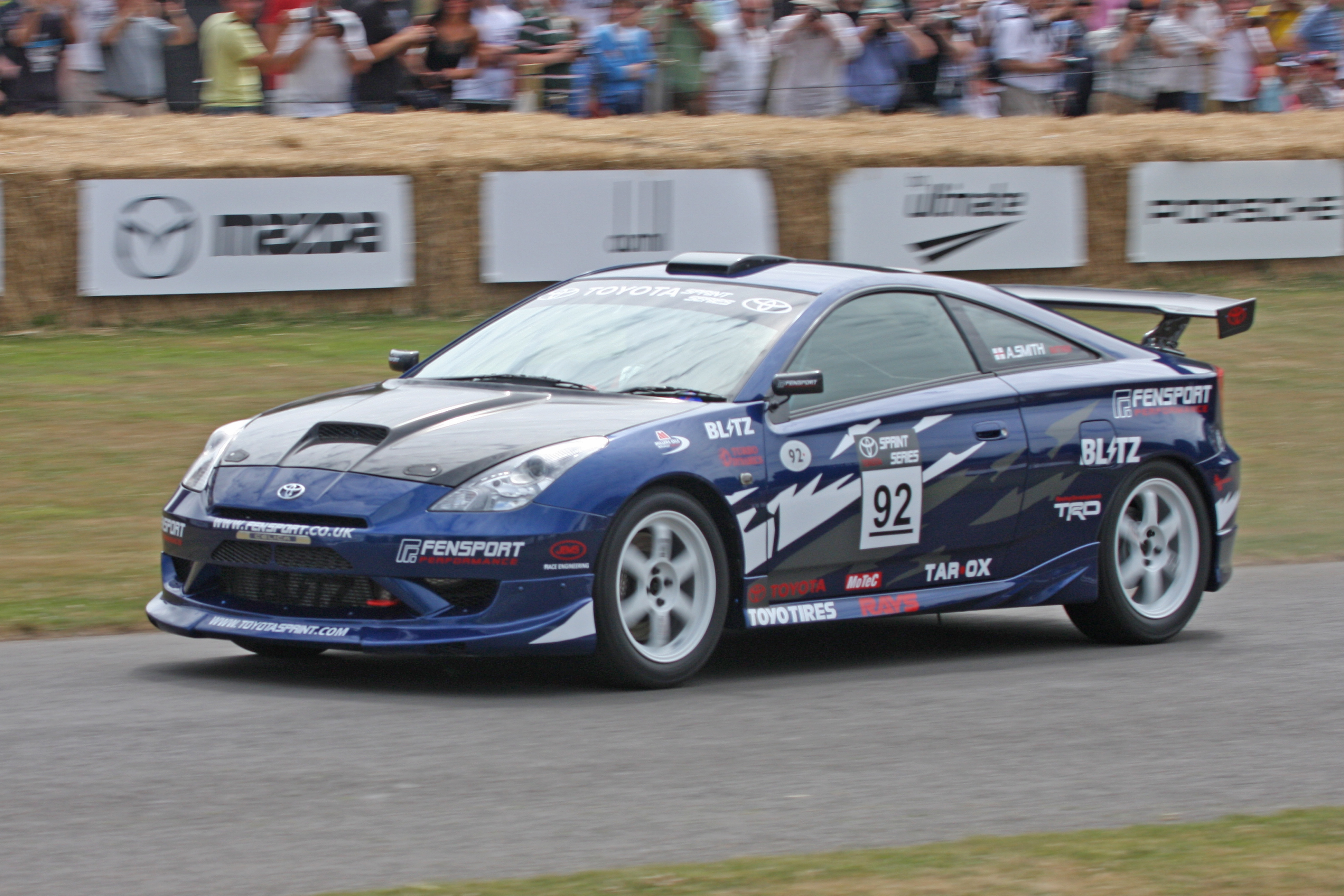
Toyota Celica 7 на змаганнях

В кінці 1999 року Toyota почала виробництво 7 покоління Celica. Дизайн був дуже схожий на концепт XYR, за винятком переднього бампера і заднього спойлера. Нова Celica стала частиною проекту Toyota Project Genesis, створеного для залучення молодих покупців на ринку США. Toyota хотіла залучити потенційних покупців Acura Integra та Honda Civic, зробивши автомобіль легше і максимально знизивши вартість. Управління ЕСП і блокування дверей перемістили на центральну консоль, скоротивши кількість кнопок вдвічі для 2-х дверей. Люк був виготовлений із пластику замість традиційного скла.
Celica ділилася на дві моделі. ZZT230 оснащувалася економічним двигуном 1ZZ-FE (1794 см³, 143 к.с., 105 кВт, VVT-i), ZZT231 - потужнішим 2ZZ-GE (1796 см³, 192 к.с., 134 кВт, VVTL-i), розробленим спільно з Yamaha. У 2004 році ресурс CNNMoney.com [Архівовано 18 січня 2012 у Wayback Machine.] зарахував Celica до списку найбільш економічних автомобілів.
У серпні 2002 року був проведений рестайлінг в результаті якого були усунені технічні недоробки в двигуні 1ZZ-FE, змінено передній бампер, задні ліхтарі. Колір пластика в салоні став темніший.
У стандартну комплектацію Toyota Celica входить досить багато обладнання:
- телескопічна рульова колонка,
- CD-стерео з шістьма динаміками,
- електропривідні дзеркала,
- кондиціонер і двірники.

Залежно від модифікації автомобіля, базове оснащення також може включати в себе:
- шкіряне обплетення рульового колеса,
- круїз контроль,
- полегшені алюмінієві педалі,
- преміум аудіосистему JBL,
- електропривідні вікна[1].

У Європі та США продажі Celica припинилися в 2005 році, в Японії ж тривали до квітня 2006 року.

### Двигуни
- 1.8 л 1ZZ-FE I4
- 1.8 л 2ZZ-GE I4

## Восьме покоління (2026)
У травні 2023 року президент Toyota Кодзі Сато заявив про бажання відродити Toyota Celica.  У листопаді 2024 року Toyota підтвердила чутки про те, що виготовляється нова модель Celica, яка, ймовірно, буде представлена в 2026 або 2027 роках. 